# 이집트 왕국
이집트 왕국(아랍어: المملكة المصرية 알 마믈라카 알 미스라이야[*])은 1922년부터 1953년까지 존재한 이집트의 옛 나라이다.

## 역사
1922년 2월 28일에 대영제국으로부터 독립하였고, 푸아드 1세가 왕으로 즉위하였다. 제2차 세계 대전 이후 중동 전쟁에 참전하여 이스라엘에 패배했고, 국내에서는 왕권 약화와 정치인들의 부정 부패가 만연하여 가말 압델 나세르 주도의 군사 쿠데타로 1953년 6월 18일부터 지금까지 공화국으로 존재하고 있다.

## 정치
이 왕국의 국가 원수는 무함마드 알리 왕조의 수장이었다. 입헌 군주제를 채택하였고, 총리 제도가 존재하였다.

## 역대 군주
- 무함마드 알리 (1805-1848)
- 이브라힘 파샤 (1848)
- 압바스 1세 (1849-1854)
- 사이드 1세 (1854-1863)
- 이스마일 파샤 (1863-1879)
- 테위피크 파샤 (1879-1892)
- 압바스 2세 (1892-1914)
- 후사인 1세 (1914-1917)
- 푸아드 1세 (1917-1936)
- 파루크 1세 (1936-1952)
  - 모하메드 알리 테위피크 (섭정 기간 1936-1937)
- 푸아드 2세 (1952-1953)
  - 무하마드 압둘 모네임 (섭정 기간 1952-1953)

## 같이 보기
- 이집트
- 이집트 제27왕조